# Yoon Joo-hee
Yoon Joo-hee (hangul= 윤주희; RR= Yun Ju-hui; n.21 de febrero de 1985-) es una actriz surcoreana, conocida por interpretar a Kang Kyung-hee en la serie God's Quiz.

## Carrera
En 2010 se unió al elenco principal de la serie médica/procesal de cable God's Quiz donde interpreta a la detective Kang Kyung-hee, hasta ahora.
El 26 de octubre de 2020 se unió al elenco principal de la serie Penthouse: War In Life (también conocida como "Penthouse") donde interpretó a Go Sang-ah, una mujer que sigue a su esposo ciegamente, hasta el final de la serie el 10 de septiembre de 2021.

## Filmografía

### Serie de televisión
| Año         | Título                                           | Rol                               | Red            |
| ----------- | ------------------------------------------------ | --------------------------------- | -------------- |
| 2007        | H.I.T                                            | enfermera                         | MBC            |
| 2007        | Likeable or Not                                  | Seo Joo-kyung                     | KBS1           |
| 2007        | First Wives' Club                                | Bang Hae-ja                       | SBS            |
| 2008        | Aquarius                                         | Lee Shin-young                    | SBS            |
| 2008        | Hwansang Gidam                                   | Yoon-mi                           | MBC Every 1    |
| 2008        | Hometown of Legends "Gisaeng House Ghost Story"  | So-wol                            | KBS2           |
| 2009        | Creating Destiny                                 | Jung Seo-yeon                     | MBC            |
| 2009        | Three Brothers                                   | Lee Tae-baek                      | KBS2           |
| 2010        | The Slave Hunters                                | Jakeun Jumo                       | KBS2           |
| 2010        | Would We Love?                                   | Yoo-jin                           | Super Action   |
| 2010        | Drama Special "Our Slightly Risque Relationship" |                                   |                |
| 2010        | I Am Legend                                      | Jeon Jae-hee                      | SBS            |
| 2010        | God's Quiz - Season 1                            | Det. Kang Kyung-hee               | OCN            |
| 2010        | Sunday Drama Theater "Jo Eun-ji's Family"        | Hee-sun                           | MBC            |
| 2011        | God's Quiz - Season 2                            | Det. Kang Kyung-hee               | OCN            |
| 2011        | Ojakgyo Family                                   | Sung Ye-jin                       | KBS2           |
| 2011        | Bolder by the Day                                | Lee Eun-byul                      | MBN            |
| 2012        | Dr. Jin                                          | Kye-hyang                         | MBC            |
| 2012        | God's Quiz - Season 3                            | Det. Kang Kyung-hee (cameo)       | OCN            |
| 2012        | The Great Seer                                   | Lady Kang, esposa de Lee Sung-kye | SBS            |
| 2013        | Iris II: New Generation                          | Lee Soo-jin                       | KBS2           |
| 2013        | Wonderful Mama                                   | Kim Nan-hee                       | SBS            |
| 2013        | One Warm Word                                    | Yoon Sun-ah                       | SBS            |
| 2014        | Love in Memory 2: Dad's Notes (mobile drama)     | Ji-eun                            | Daum Storyball |
| 2014        | God's Quiz - Season 4                            | Det. Kang Kyung-hee               | OCN            |
| 2014        | Angel Eyes                                       | Han Yoo-ri (cameo)                | SBS            |
| 2014        | Run, Jang-mi                                     | Kang Min-joo                      | SBS            |
| 2015        | D-Day                                            | Park Ji-na                        | jTBC           |
| 2016        | The Flower in Prison                             | Lee So-jung                       | MBC            |
| 2017        | Whisper                                          | Hwang Bo-yeon                     | SBS            |
| 2018 - 2019 | God's Quiz - Season 4                            | Det. Kang Kyung-hee               | OCN            |
| 2019        | My Fellow Citizens!                              | Park Mi-hee                       | KBS2           |
| 2019        | The Fiery Priest                                 | Bae Hee-jung                      | SBS            |
| 2020 - 2021 | Penthouse: War In Life                           | Ko Sang-ah                        | SBS            |
| 2021        | Penthouse: War In Life 2                         | Ko Sang-ah                        | SBS            |
| 2021        | Penthouse: War In Life 3                         | Ko Sang-ah                        | SBS            |
| 2023        | The Real Has Come!                               | Yeom Soo-jung                     | KBS2           |

### Cine
| Año  | Título                                   | Rol                      |
| ---- | ---------------------------------------- | ------------------------ |
| 2004 | Someone Special                          | aeromoza                 |
| 2007 | Never Forever                            |                          |
| 2008 | April Again                              | Ji-soo                   |
| 2008 | Life Is Cool                             | Joo-hee                  |
| 2009 | The Sword with No Name                   | Kan-taek woman           |
| 2010 | The 8 Sentiments                         | Eun-joo                  |
| 2011 | Marrying the Mafia 4: Unstoppable Family | empleada de la aerolínea |
| 2014 | Tattooist                                | Jo Soo-na                |
| 2020 | The Shooting Girls                       | Eun-joo                  |
| 2022 | It’s Alright                             | (corto)                  |

### Programas de variedades
| Año  | Título                                     | Notas               |
| ---- | ------------------------------------------ | ------------------- |
| 2021 | We Don't Bite: Villains in the Countryside | (ep. #8) - invitada |

## Premios y nominaciones
| Año  | Categoría                                                     | Premio               | Trabajo                        | Resultado |
| ---- | ------------------------------------------------------------- | -------------------- | ------------------------------ | --------- |
| 2021 | Excellence Award, Actress in a Miniseries Genre/Fantasy Drama | 2021 SBS Drama Award | Penthouse: War In Life S2 & S3 | Nominada  |
| 2020 | Best Supporting Actress                                       | 28th SBS Drama Award | Penthouse: War In Life         | Nominada  |